# Хришћанска филозофија
Хришћанска филозофија је филозофија која полази од хришћанских верских догми, односно од објављених истина вере, као својих претпоставки.
Хришћанска филозофија се понавише бави питањима Светог Тројства (односом Бога Оца, Сина и Духа), човековим односом с Богом, односом вере и ума, проблемима слободе воље, греха, казне, предодређења, милости, искупљења, спасења и васкрсења.

## Историјски аспекти
Хришћанска филозофија је почела око 3. века. Она настаје кроз покрет хришћанске заједнице под назив патристика, који је у почетку имао за главни циљ одбрану хришћанства. Како се хришћанство ширило, патристички писци су се све више бавили филозофским школама хеленизованог Римског царства, и ултиматно су научили из неких аспеката ових околних идеја како да боље артикулишу хришћанско сопствено откривење Исуса Христа као оваплоћеног Бога и једног са Богом Оцем и Богом Духом. Многи научници сматрају Оригена Александријског као првог хришћанског учитеља који је у потпуности представио хришћанску филозофију и метафизику као јачу алтернативу другим школама (посебно платонизму). Ориген против Платона Марка Ј. Едвардса и увод дела Ориген: О првим принципима које је превео и представио Џон Бер су два истакнута примера ове историје специфично хришћанске филозофије и метафизике.
Од 11. века па надаље, хришћанска философија се манифестовала кроз схоластику. Ово је период средњовековне филозофије који се протегао до 15. века, како је истакао Т. Адао Лара. Од 16. века па надаље, хришћанска филозофија са својим теоријама почиње да коегзистира са независним научним и филозофским теоријама.
Развој хришћанских идеја представља раскид са философијом Грка, имајући у виду да је полазна тачка хришћанске филозофије хришћанска религиозна порука.
Лара дели хришћанску филозофију у три ере:
- Рана филозофија: патристика (2.–7. век)
- Средњовековна филозофија: схоластика (9–13 век)
- Предмодерна (14–15 век)[4]

## Карактеристике
Филозофско полазиште хришћанске философије је логика, не искључујући хришћанску теологију. Иако постоји однос између теолошких доктрина и филозофске рефлексије у хришћанској философији, њена рефлексија је строго рационална. На овај начин сагледавања две дисциплине, ако је бар једна од премиса аргумента изведена из откривења, аргумент спада у домен теологије; иначе спада у домен филозофије.

## Развој
Филозофија и хришћанство, од најранијег периода у коме су се могли сусрести, ступају у различите односе, од односа одбијања, до односа преплитања и узајамног признавања.

### Апологетика
У почецима хришћанства, веровање у оно што је дато објавом искључује истраживање, јер нова вера не инсистира на рационалној уверљивости својих тврдњи. Неки, као Тертулијан (155-220 н. е.), виде однос вере и филозофије као сукоб:
| „            | Шта имају заједничког философ и хришћанин, ученик Грчке и ученик неба, трговац славом и спасилац душе, делатник на речима и делатник на делу, разоритељ и градитељ, пријатељ и непријатељ заблуде, онај ко искривљује истину и онај ко истину обнавља и објављује, крадљивац истине и њен чувар... Нема ничег заједничког између филозофије и теологије. Нема ничег изнад веровања што би требало да верујемо. | ” |
| — Тертулијан | |   |

Тертулијан одбија сваку везу вере са знањем, односно религије са филозофијом. Познат је по својим изјавама: „сваки припрости хришћанин ближи је богу од Платона“ и "credo quia absurdum" (верујем јер је бесмислено). Он и други хришћански апологети бране изворно верско осећање и претпостављају га свакој научној и филозофској спознаји.
Гностици су први хришћани који покушавају знањем доћи до истине вере. Но временом, услед одупирања јереси и филозофској критици, јављају се хришћански апологети, који су филозофски писали у одбрану хришћанства. Временом, како је хришћанство постајало државна религија на просторима Римског царства, долази до хеленизације хришћанске филозофије, што се понајвише одразило надовезивањем на Платона и неоплатонизам. Филозофија и теологија се схватају као одвоје области, које не противрече једна другој, већ се надопуњују. Филозофија се бави оним што се заснива на чулном искуству, а теологија оним чега нема у чулном искуству (натприродним). Теологија окреће оним стварима које се не могу знати, али се у њих може веровати.

### Патристика
У 4. и 5. веку долази до системске разраде хришћанске науке која се зове патристика (од лат. patres - оци). Источни црквени оци Григорије Богослов (329-390) и Василије Велики (330-378), позивају да се опрезно изучавају антички филозофи, да се од њих прихвати оно што ваља, а да се њихове заблуде одбаце.
Године 529. византијски цар Јустинијан I, који је уједно био и православни теолог, укида све филозофске школе у Атини, укључујући и Платонову Академију.

### Схоластика
На западу, Тома Аквински (1225—1274) ствара теолошки систем у коме следи Аристотелову филозофију, сматрајући га својим учитељем.

## Основне теме
У односу на античку филозофију, хришћанска филозофија доноси бројне промене. Разлика у поимању времена долази до изражаја код Августина Хипонског (354-430 н. е.). Док су Грци сматрали да се свет обнавља у циклусима сличним смени годишњих доба, хришћани очекују наступање Царства небеског, схватајући историјски процес линеарно. Такође, Грци су сматрали да ништа не може настати ни из чега, док су хришћани тврдили да Бог ствара свет ex nihilo (из ничега).

## Представници
Значајни представници хришћанске филозофије су:
| - Јустин Филозоф (105—165) - Валентин (око 100/112—160) - Маркион из Синопе (око 110—160) - Иринеј Лионски (око 140—202) - Климент Александријски (око 150—211/216) - Тертулијан (око 160 — око 225) - Ориген (185—254) - Арије (256—336) - Атанасије Александријски (око 293 – 373) - Григорије Богослов (330–390) - Јован Златоусти (347—407) - Августин (354—430) - Пелагије (354—420/440) - Јован Касијан (360 – 435) - Несторије (386—451) - Боетије (480—524/525.) | - Псеудо-Дионисије Ареопагит (5/6. век) - Максим Исповедник (581—662) - Јован Дамаскин (око 676–749) - Јован Скот Еријугена (810—877) - Симеон Нови Богослов (око 949 – 1022) - Анселмо Кантерберијски (1033 — 1109) - Росцелин (око 1050 - око 1122) - Петар Абелар (1079—1142) - Хилдегарда Бингенска (1098 – 1179) - Херман Далматински (1110 – 1160) - Алберт Велики (1200—1280) - Бонавентура (1221 – 1274) - Тома Аквински (1225—1274) - Дунс Скот (1266—1308) - Вилијам Окамски (1285—1349) - Григорије Палама (1296—1359) |  |